# 李秀领
李秀领（1962年12月—），男，汉族，江苏铜山人，中华人民共和国政治人物。南京大学历史学系历史学专业毕业，南京大学世界地区史国别史专业研究生学历，历史学博士学位。

## 生平
1984年2月加入中国共产党。1984年7月从南京大学历史学系历史学专业本科毕业后，留校任教，历任南京大学历史学系助教、讲师、副教授，政治辅导员、系党总支副书记。其间于1993年2月至1996年11月，在南京大学历史学系世界地区史国别史专业研究生学习，获得历史学博士学位。
1997年3月，任海南省外事办公室（外事侨务厅）副处长。2000年8月，任海南省外事侨务办公室领事处处长。2001年12月，任海南省外事侨务办公室副主任。2002年7月，任中共海南省委政策研究室副主任。2003年5月，任中共海南省委副秘书长、政策研究室主任（2003年12月起兼任）。2007年5月，任中共万宁市委书记。
2011年2月，任海南省人民政府副省长。2012年3月，任中共海南省委常委、省委组织部部长。2012年8月，兼任海南省委教工委书记。
2016年10月，任中共云南省委副书记。2018年2月24日，当选为第十三届全国人大代表。2019年1月，任内蒙古自治区政协党组书记。同年1月29日，当选内蒙古自治区政协主席。
2023年1月，转任北京市人民代表大會常務委員會党组书记、主任。